# Idioma macushí
El macushí, makushí, macuxí o macusí es un idioma que pertenece a la familia de idiomas caribes. Se habla ante todo en Brasil, concretamente en el estado de Roraima, con algunos hablantes en Venezuela y Guyana. El idioma más parecido es el pemón. Y endémico del pueblo Macushí.